# ヒイラギズイナ

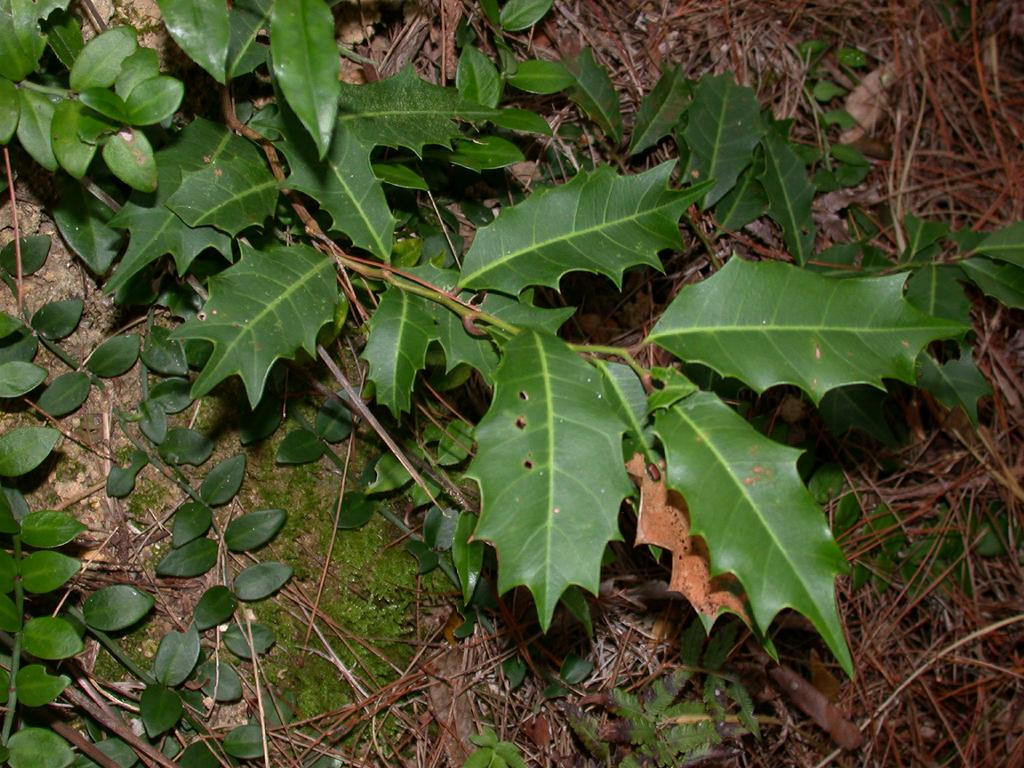
若枝では葉に棘が出る

ヒイラギズイナ （柊随菜、Itea oldhamii）は、琉球列島と台湾に産する樹木。和名は葉がヒイラギのような鋸歯を持っていることから付けられたが、成葉は全縁である。

## 特徴
常緑性の小高木で、高さは6-10mにもなることがある。若枝は淡い緑で、当初は微毛がある。葉は互生し、革質で硬くて厚く、無毛。葉柄は8-15mm、葉身は倒卵状長楕円形から楕円形、先端は尖るか、またはわずかに突き出して終わり、基部は次第に狭まる。成木では全縁、つまり滑らかな曲線を描くが、若木では両側にはっきりと突き出し、先端が鋭く尖った鋸歯を4-6個ばかり出す。表面では中脈はわずかにくぼみ、裏面では側脈と共にはっきりと隆起している。側脈は5-7対あり、先端の方は葉の先に向かって湾曲する。
花期は3-5月。葉腋や枝先から多数の花をつけた長さ3-5cmの花茎を出し、花は総状花序をなす。花柄は3-5mm、狭い三角の苞があり、外面には微毛がある。花筒はお椀状、花弁は5枚あり、白く、長さ2.5-3mmと小さな花。蒴果は壺状で長さ6-10mm。
和名はズイナに近縁で、若葉に出る棘がヒイラギに似ることから。ちなみに成木になると棘が次第に消えて、ついには全縁になる点も共通である。

## 分布と生育環境
奄美大島、徳之島、沖縄島、石垣島、西表島と与那国島から知られ、台湾にも産する。森林内に生える。

## 近縁種など
同属のものではズイナが南日本に産するが、姿は全く異なる。葉の棘などはヒイラギに似るが、分布は重ならない。似た姿のものとしては琉球列島にはアマミヒイラギモチがあるが、これは奄美大島特産で、分布は限られる。
シナズイナ（支那瑞菜）の別名があるが、本種とは別の種（イテア・イリキフォリア）を指すこともある。